# ويسترن سباغيتي
تشير مصطلحات أفلام السباغيتي أو الغربي السباغيتي أو الويسترن سباغيتي (بالإنجليزية: Spaghetti Western)‏ إلى مجموعة أفلام تدور أحداثها في الغرب الأمريكي برزت على ساحة الشاشة الفضية خلال ستينيات القرن العشرين، وتم إخراجها من قبل مخرجين إيطاليين بالتعاون مع شريك أسباني في غالب الأمر.
وقد جرت العادة على تمثيل هذه الأفلام في إيطاليا، أو إسبانيا، ولا سيما الأندلس وسردينيا، باستخدام طاقم ممثلين ثانويين وفريق تقني من الإيطاليين والأسبان، إلى جانب نجوم أمريكيين بدأ نجمهم بالأفول أو الصعود، كما كان حال كلينت إيستوود في الثلاثية المذكورة أدناه. وقد كانت الغاية من هذه الأفلام خفض كلفة التصوير وأجور الممثلين بشكل كبير مقارنة بنظيراتها الهوليوودية، إلا أن هذا الأمر سبب نوعاً من محدودية المواضيع في ضوء تضاريس مناطق التصوير، فكانت تلك المواضيع تحوم حول الثورة المكسيكية والمناطق الحدودية بين الولايات المتحدة الأمريكية والمكسيك.
من أشهر أفلام هذه الفئة «ثلاثية الرجل الذي لا اسم له» أو المعروفة أيضًا بـ «ثلاثية الدولارات» (من بطولة كلينت إيستوود) التي أُنتجت ما بين العامين 1964 و1966 والتي تضم قبضة مليئة بالدولارات، ومن أجل حفنة من الدولارات، والطيب والشرس والقبيح.